# Кляшево (Чишминский район)
Кля́шево (баш. Келәш) — село в Чишминском районе Республики Башкортостан Российской Федерации. Входит в состав Аровского сельсовета.

## География

### Географическое положение
Расстояние до:
- районного центра (Чишмы): 22 км,
- центра сельсовета (Арово): 5 км,
- ближайшей ж/д станции (Юматово): 4 км.

## История
В «Списке населенных мест по сведениям 1870 года», изданном в 1877 году, населённый пункт упомянут как деревня Кляшева 1-го стана Уфимского уезда Уфимской губернии. Располагалась при ключе Зюкала, по правую сторону почтового тракта из Уфы в Оренбург до правого берега реки Дёма, в 25 верстах от уездного и губернского города Уфы и в 8 верстах от становой квартиры в деревне Берсюванбаш. В деревне в 154 дворах жили 870 человек (424 мужчины и 446 женщин, татары), были мечеть, училище, 6 лавок, водяная мельница, базары по вторникам. Жители занимались плотничеством и сапожничеством.

## Население
| 2002 | 2009 | 2010 |
| ---- | ---- | ---- |
| 583  | ↗585 | ↘560 |

### Национальный состав
Согласно переписи 2002 года, преобладающая национальность — татары (93 %).

## Религия
В селе есть мечеть.

## Известные уроженцы
- Мустай Карим (1919—2005) — башкирский советский и российский поэт, писатель и драматург. Заслуженный деятель искусств РСФСР. Герой Социалистического Труда.
- Кудашева, Фарида Ягудовна (1920—2010) — советская башкирская и татарская эстрадная певица, Заслуженная артистка РСФСР.
- Сайфи Кудаш (1894—1993) — советский башкирский и татарский поэт. Заслуженный работник культуры РСФСР.